# Гай Гракх
Гай Семпроній Гракх (лат. Gaius Sempronius Gracchus) (бл. 154 до н. е. — 121 до н. е.) був реформаторським римським політиком і військовим  II ст. до н. Він найбільш відомий своїм трибунатом у 123 та 122 роках до н. е., у якому він запропонував широкий набір законів, включаючи закони про заснування колоній за межами Італії, участь у подальшій земельній реформі, реформу судової системи та системи розподілу провінцій, і створити субсидовані постачання зерна для Риму.
Через рік після його трибунату його політичні вороги використали політичні заворушення, спричинені ним та його політичними союзниками, як привід для оголошення воєнного стану та виступу проти його прихильників, що призвело до його смерті. Після його смерті його політичні союзники були звільнені під час серії судових процесів, але більшість його законодавства не було порушено.
Його братом був реформатор Тиберій Семпроній Гракх. Обидва, відомі разом як брати Гракхи, були синами Гракха, який був консулом у 177 і 163 роках до нашої ери.

## Біографія
Гай Гракх походив з впливового плебейського роду Семпроніїв. Гай Гракх народився в політичній сім'ї з дуже хорошими зв'язками. Його батько, Тіберій Семпроній Гракх, був дуже успішним політиком II ст. до н. е.: він був консулом у 177 і 163 роках до нашої ери і був обраний цензором у 169 році. Він також відзначив два тріумфи протягом 170-х років, один з яких — за переможне встановлення двадцятирічного миру в Іспанії.
Його матір'ю була Корнелія, донька знаменитого полководця Публія Корнелія Сципіона Африканського, знатна жінка, яка мала великий вплив на Гракхів. Будучи вдовою, після смерті старшого Гракха, вона відмовилася від пропозиції єгипетського царя Птолемея VIII, вважаючи за краще присвятити своє життя вихованню синів.
Тіберій Гракх, старший брат Гая, своїм шлюбом пов’язав сім’ю з Клавдіями Пульхрі, попри його зв’язки по материнській лінії з Корнеліями Сціпіонами, оскільки ці дві родини мали історичне суперництво. Однак можна припустити, що обидва брати Гракхи вступали в контакт із могутніми членами обох родин.
Його сестра Семпронія була дружиною Сципіона Африканського Молодшого.
Замолоду брав участь у облозі Нуманції в Іспанії. 133 року до н. е. став членом комісії-тріумвірату щодо вирішення питання щодо розподілу землі. 126 року став квестором, під час своєї каденції керував Сардинією. Тут здобув велику повагу своєю чесністю та справедливістю.
У 123 до н. е. став народним трибуном, належав до популярів. Користувався підтримкою бідних мешканців, уможливлював їм закупівлю зерна за низькою ціною 6,5 аса за модіус, у 122 році до н. е. віддав до рук вершників судові справи про фінансові зловживання в римських провінціях.
Потім він замислив повалити аристократію, знищити могутність сенату, додавши до нього 300 нових членів, яких він хотів обрати зі стану вершників через коміції. Майже насильно подав пропозицію про те, щоб дати латинянам право повного римського громадянства, а іншим італійським союзникам латинського права (jus latinum). Тоді проти нього повстав не лише сенат, але навіть частина плебеїв — римські пролетарі (лат. proles), які мали римське громадянство (соціальний прошарок безземельних, котрі не володіли нічим, окрім власного потомства), позаяк це збільшило б кількість бенефіціарів закону lex frumentaria. Все це шкодило планам Гракха, який у 121 році до н. е. знову став домагатися посади народного трибуна. Щоб завадити виборам, сенат дав італійцям інші привілеї за допомогою пропозицій, внесених Лівієм Друзом. Гракха не було обрано.
Але на цьому його вороги не зупинилися: один з новообраних народних трибунів запропонував скасувати закони Гракха. Подача голосів повинна була здійснюватися на Капітолійському пагорбі. Проте до цього справа не дійшла. Гракх мав намір прорватися до будівлі сенату. Своєю чергою озброєні сенатори і вершники з'явилися на площі, а консул Луцій Опімій зайняв Капітолій, звинувативши Гая у загибелі ліктора Квінта Антуллія. Гракх зі своїми прихильниками своєю чергою пішов на Авентинський пагорб і звідти, після марних спроб вступити в переговори з сенатом і після того, як його друг Леторій утримав його від самогубства своїм проханням про те, щоб Гракх зберіг життя для кращих часів, він втік до Гая Фурріни, в одне з передмість міста, що знаходилося на правому березі Тибру. Тут наказав своєму довіреному рабу убити себе, не бажаючи потрапити до рук оптиматів. Луцій Септимулей, друг Гая Гракха, за гроші зголосився відрубати голову у трупа Гракха.

## Політична кар'єра
Гай Гракх служив у римській армії під проводом Сципіона Еміліана під час останньої кампанії Нумантійської війни в 133 році до нашої ери. Можливо, він займав військовий трибунат під час своєї служби там. Під час трибунства свого старшого брата Тіберія він розпочав свою політичну кар'єру з обрання уповноваженим у земельній комісії Гракчан для розподілу державної землі бідним сім'ям.
У 126 році до нашої ери він підтримав політичну програму Марка Фульвія Флакка. Перебуваючи в Римі, він виступав проти запропонованого трибунським законом, який забороняв негромадянам поселятися в римських містах і виселяв тих, хто це зробив. Потім він був обраний квестором і призначений до римської провінції Сардинія для боротьби з повстанцями там під проводом консула Луція Аврелія Ореста.
Під час суворої зими Гракх досяг успіху в забезпеченні сардинців провізією для римських військ, що перебували у тяжкому тиску. Командування Ореста на Сардинії було відкладено вдруге, продовживши його до того моменту, коли Гай хотів піти, щоб продовжити свою кар'єру. Плутарх повідомляє, ймовірно, ґрунтуючись на власних заявах Гракха, що причиною відстрочення його командира було те, що сенат хотів утримати його подалі від Риму, твердження, яке є «явно абсурдним»: причиною відстрочки було майже напевно оскільки похід Ореста не був завершений і Орест хотів здобути свій тріумф.
Гракх, попри це, залишив Сардинію і повернувся до міста раніше, без дозволу свого полководця. Після повернення його також допитували цензури, чому він залишив свою посаду: у відповідь він стверджував, що вже служив довше, ніж більшість, що він має право повернутися через рік, і що його доброго характеру та послуг було більш ніж достатньо: по суті, він «послався на своє право бути звільненим як виправдання для звільнення самого себе». Пізніше його звинуватили в сприянні італійському повстанню у Фрегеллах, що відбулося в 125 році до н.е., але він успішно спростував звинувачення; добре відомий у народі, балотувався на вибори трибуном і переміг.
Гай був обраний одним із трибунів плебсу на 123 рік до н. Він негайно розпочав агресивну законодавчу програму, маючи на меті звернення до багатьох груп інтересів разом із «захопливим стилем публічних виступів, який зробив його найбільшим [римським оратором] між Катоном-цензором і Цицероном».
Гай також змінив спосіб виголошення промов з трибуни. Раніше, коли доповідач виголошував промову на форумі, він повертав обличчя праворуч у бік курії, сенату та коміціуму. Натомість Гай повертався обличчям ліворуч, у напрямку власне Форуму, фактично повертаючись спиною до Сенату.

## Перший трибунат
У перший рік свого перебування в якості одного з трибунів 123 року до н.е. він запропонував два початкові заходи: (1) законопроєкт про заборону будь-якому магістрату, скинутому народом, знову балотуватися на посаду та (2) закон, який підтверджує заклик до народу у справах про смертну кару, які призвели до відповідальності суддів-порушників. Перший законопроєкт був відкликаний на прохання його матері, Корнелії. Суди зі смертною карою, створені не народом, тепер були оголошені незаконними постфактум, внаслідок чого колишній консул 132 року до н.е., Публій Попіллій Ленас, був вигнаний у вигнання.
Потім він запропонував закон про зерно, який встановлював максимальну ціну в шість і третину ослів за одиницю зерна, і повторно ввів в дію закон Тіберія про перерозподіл сільськогосподарських земель. Субсидоване зерно купувалося, коли ціни були низькими, і зберігалося в державних зерносховищах; сама ціна була «мабуть, трохи нижчою від ціни, яку збирала пшениця відразу після жнив».
lex agraria його старшого брата був успішним: гракчанські межові камені знайдені по всій південній Італії та передбачають розподіл приблизно 1,3 мільйона джугер (або 3 268 квадратних кілометрів) землі, що вміщує десь від 70 до 130 тисяч поселенців.  Зміст подальшої земельної реформи Гая менш ясний: «джерела досить розпливчасті щодо аграрної діяльності Гая». Моммзен стверджував, що він активізував комісію, передавши їй юрисдикцію консулів щодо земельних суперечок, але явних доказів цього немає. [ потрібне цитування ] Новий закон уточнив, які землі можуть бути перерозподілені, однак після першого року його посади трибуном є межові камені (cippi), показуючи, що йому вдалося перерозподілити землі навколо Апулії. Він також, ймовірно, видав закони, що дозволяли створення нових римських колоній у Сколаціумі та Таренті. Його новаторська політика заснування колоній за межами Італії змусила його «мабуть першим усвідомити, що землі в Італії недостатньо для забезпечення всіх жителів півострова».
Законодавча програма також включала закон, lex militaris, про забезпечення солдатського одягу з державної скарбниці та заборону призову чоловіків у віці до сімнадцяти років. Попри те, що граничний вік для призову на військову службу вже існував у попередньому законі, «зазвичай кажуть, що Гракх [включив] це положення через  недавні випадки призову осіб молодше мінімального віку», але це відхилено як неправдоподібне. Скоріше закон просто переформулював умови військової служби.
За цим вийшов закон про встановлення сільськогосподарської десятини в Азії, «який фактично передав [людей провінції] великим корпораціям податкових фермерів», щоб зміцнити підтримку серед вершників. Подальший законопроєкт про включення 300 або 600 вершників до складу сенату, ймовірно, був неефективним.
Він також запропонував закон, lex Sempronia de provinciis consularibus, за яким сенат призначав консульські провінції перед виборами в консульство. Він також зробив такі сенатські призначення імунітетом від трибунського вето; Ернст Бадіан зазначає, що «цей закон показує, наскільки він був далекий від того, щоб бути «демократом». Мета lex de provinciis consularibus полягала в тому, щоб діючі консули не використовували свої посади у виборчих комісіях для неналежного впливу на призначення провінцій. Загалом його реформи стосувалися вирішення основних питань в управлінні. Водночас він був «гордим аристократом» і залишив сенату відповідальність за скерування політики та її виконання магістратами, під більш суворими перевірками з боку народу та антикорупційними законами. Кінцевим результатом його законів, однак, було створення кінних publicani як «нового експлуататорського класу, не обмеженого традиціями служби чи відповідальністю перед законом»; ці наслідки не стали зрозумілими протягом покоління. Подальше законодавство включало деякі закони про встановлення нових митних зборів.
На виборах 123 р. до н.е., згідно з Плутархом, Гай взагалі не балотувався; скоріше, племена обирали його спонтанно, а вибори затверджував головуючий магістрат. Переобрання могло не відповідати його планам – Гай був потрібен в Африці, щоб контролювати будівництво колонії в Карфагені – але його повернули до трибунату з друзями: Марк Фульвій Флакк був одним із цих трибунських колег, а Гай Фанній був би консулом.

## Другий трибунат
Або після переобрання до другого трибунату, або під час самого другого трибунату, він прийняв закон про передачу складу присяжних у корупційних судах (quaestio de repetundis) вершникам.  Цей закон, однак, «просто перерозподілив вплив від однієї частини еліти до іншої»  і «не «демократизував» [ суд repetundae ], просто передавши контроль членам еліти, які не є сенатором. ". Цей закон також суттєво змінив римську кримінальну процедуру, дозволивши союзникам переслідувати (як безпосередньо, так і через посередників) колишніх суддів за корупцію.
Труднощі з пошуком достатньої кількості землі в Італії для переселення – оскільки відібрати землю в італійських союзників було політично неможливо, оскільки це «завдало б серйозної шкоди їхнім інтересам» – спонукали Гая та його союзників до реалізації як італійських, так і іноземних програм колонізації. Союзник Гая Гракха, Гай Рубрій, як частина програми Гракхана, успішно провів закон про заснування колонії в Карфагені. Один із інших трибунів цього року, Марк Лівій Друз, виступив проти програми Гая та Рубрія, запропонувавши дванадцять колоній по три тисячі нужденних сімей кожна з наділами землі, вільними від ренти. Пропозиції Друза також були прийняті, але «ні до чого»; Попри це, проходження призвело до створення низки правлінь із трьох осіб для управління різними програмами колонізації.  Вважається, що ці пропозиції від Лівія Друза були внесені на прохання сенату, який прагнув знайти когось іншого, хто б змагався за популярністю Гракха.
Гай також запропонував, мабуть, у двох законопроєктах про громадянство, надати громадянство латинянам і латинські права італійським союзникам. Обґрунтування Гая могло бути пов’язане із заходами земельної реформи:
Можливо, Гай Гракх, усвідомлюючи проблеми, які виникли, коли комісія хотіла відібрати ager publicus у союзників, намагався представити наміри Тіберія як такі, що спрямовані на користь Італії в цілому, а не лише на користь римських громадян.
На перший законопроєкт про надання громадянства латинянам Друз наклав вето, а останній законопроєкт про права латинян для італійців, можливо, також давав їм повні права громадянства, але, хоча Фанній був союзником Гракха, він виступав проти другого законопроєкту. Друз протиставив законопроєкт Гая про італійське громадянство набагато менш розширеним законопроєктом про звільнення їх від бичування, який був прийнятий.  Фанній, зі свого боку, зміг мобілізувати опозицію щодо розширення громадянства, переконавши людей, що розширення громадянства вимагатиме від них розділити свої привілеї. Зберігся фрагмент промови Фаннія:
Я думаю, ви уявляєте, що, якщо ви надасте громадянство латинянам, ви все одно матимете місце в зборах, в яких ви перебуваєте, і будете брати участь в іграх та святах. Невже ти не розумієш, що вони все затоплять?
Проблема тривала до кінця року, аж до консульських виборів, коли Фанній оприлюднив едикт про вигнання італійців з Риму, якому заперечував едикт Гая, який нібито обіцяв захист трибуніків усім італійцям, які залишилися (але це було, у випадку невиконані).
Він також запропонував законопроєкт, згідно з яким центурії (римські виборчі блоки) голосують у випадковому порядку, а не в традиційному порядку, коли першими голосують найбагатші центурії.  Зміна порядку на випадковий не змінила б надмірну вагу багатих у римських коміціях, але забезпечила б «не упередження шансів тих, хто користувався підтримкою бідніших громадян». Однак доказів того, що цей законопроєкт ухвалено, немає.
Під час свого другого трибунату він залишив місто – можливо, з дозволу сенату – щоб наглядати за заснуванням колонії в Карфагені, який нібито був уражений поганими ознаками. Проте провал законопроєкту про громадянство виявив його спад популярності, і він зазнав поразки, балотуючись на переобрання до третього поспіль трибуната.
У новому році деякі із законодавчих програм Гая та його союзників зазнали критики. Один із трибунів 121 року до нашої ери, Мінуцій Руф, хотів скасувати закон Рубріа, що дозволяв будівництво колонії в Карфагені. Коли слуга висміяв Гракха та його оточення під час жертвопринесення і був зарізаний стилусами, консул Луцій Опімій скликав засідання сенату, на яке Гракх і його союзник Марк Фульвій Флакк не прийшли.
На засіданні сенату сенат передав senatus consultum ultimum і закликав Опімія напасти на Гракха та його союзників. У відповідь Гракх і Флакк озброїли своїх послідовників і захопили храм Діани на Авентинському пагорбі. Опімій викликав ополчення разом із кількома критськими найманцями-лучниками і наказав їм підкоритися суду сенату. Потім він увійшов до Авентина зі своїми військами, обіцяючи вагу голови Гая в золоті. Флакк і його сини були вбиті, Гракх був убитий або покінчив життя самогубством після втечі через річку Тибр.